# Лип-Булатово
Лип-Була́тово (рос. Лып-Булатово) — присілок у складі Кезького району Удмуртії, Росія.

## Населення
Населення — 161 особа (2010; 183 в 2002).
Національний склад станом на 2002 рік:
- удмурти — 99 %

## Урбаноніми
- вулиці — Ардашева
- провулки — Зарічний, Південний, Сонячний

## Персоналі
У присілку народився Ардашев Леонід Арсентійович — учасник Другої Світової війни, Герой Радянського Союзу.